# Donacoscaptes rufistrigalis
Donacoscaptes rufistrigalis là một loài bướm đêm trong họ Crambidae.